# Чудото на 34-та улица
„Чудото на 34-та улица“ (на английски: Miracle on 34th Street) е американско фентъзи от 1994 година по сценарий на Джон Хюз и режисиран от Лес Мейфийлд. Във филма участват Ричард Атънбъро, Мара Уилсън, Елизабет Пъркинс и Дилън Макдермът, а това е първият киноримейк на оригиналния филм от 1947 г. Както и оригиналът, филмът е пуснат от Туентиът Сенчъри Фокс.